# 京士美度球場
京士美度球場（英語：Kingsmeadow）是一座位於英格蘭倫敦泰晤士河畔金斯頓的足球場，現為車路士女子隊和車路士青年隊的主場。該體育場曾是京士頓人足球會和AFC溫布頓的主場，容量為4,850人，其中2,265個座位。

## 歷史
京士美度球場自1989年起成為京士頓人足球會的主場，當時他們在出售舊有的里士滿路球場後，在此地建造新體育場。京士頓人與女王公園巡遊者的友誼賽為新球場作為開幕禮。隨著從全國聯賽降級，京士頓人進入破產保護，俱樂部及場地最終由拉傑什·科斯拉及其兒子阿努普購買。
AFC溫布頓自2002年成立以來，一直在該足球場比賽。在作為科斯拉家族的租戶一個賽季後，AFC溫布頓決定購買球場的租約。俱樂部的擁有者the Dons Trust發起股份發行以籌集資金，並於次年夏季結束。俱樂部隨後安排了一筆商業貸款以清償對科斯拉家族的剩餘債務。在接管球場後，體育場的名稱改為「球迷體育場」，而京士頓人則成為次承租人。在2015年11月，AFC溫布頓的支持者們支持將京士美度球場出售給車路士的提案，以為未來重返溫布頓足球會的起源地默頓區籌集資金，而切爾西有意將該場地用於其青年隊和女子隊的比賽。AFC溫布頓在2015年起成為球場的次承租人，在2017年至2020年期間與車路士女子隊共用主場，並最終在2020年搬遷至新落成的普柳徑球場。
球場出售對京士頓人足球會造成了不利影響，作為半職業地區球隊無法負出昂貴的租金去比賽。京士頓人在2017-18賽季開始與萊瑟希德足球會共用主場，隨後於2018-19賽季搬遷至托沃思的喬治國王體育場，與科林斯-休閒足球會共用主場。
京士美度球場自2017-18賽季起成為車路士女子隊的主場。